# Werner Richter (Schriftsteller)
Werner Richter (geboren 1. Juli 1888 in Muskau/Oberlausitz; gestorben 14. August 1969 in Lugano, Schweiz) war ein deutscher Journalist und Schriftsteller, der vor allem Sachbücher schrieb. Sein bedeutendstes Werk „Ludwig II.“ von 1939 hatte bisher vierzehn Auflagen.

## Leben
Werner Richters Vater Emil Richter war Fabrikant. Er studierte Geschichte an den Universitäten von Berlin, München, Zürich und Kiel. 1913 erlangte er seine Promotion. Auch war er lange als Journalist tätig, zunächst im Auswärtigen Amt, 1920 bis 1925 Korrespondent für verschiedene deutsche und ausländische Zeitungen, dann ab 1926 Korrespondent des Berliner Tageblatts in München bis 1933.
Aus Opposition gegen die Nationalsozialisten emigrierte er 1936 zunächst nach Italien, 1938 dann in die Schweiz, schließlich 1941 in die USA. Seit 1947 war er US-amerikanischer Staatsbürger. Seit 1949 lehrte er als Professor für Deutsch und Philosophie am Elmhurst College und am Muhlenberg College in Allentown (Pennsylvania). Seit 1950 arbeitete er auch für die FAZ. Von 1956 bis zu seinem Tod im Jahr 1969 lebte er schließlich in Lugano. Seit 1964 war er Mitglied der Deutschen Akademie für Sprache und Dichtung.

## Werke (Auswahl)
- Kaiser Friedrich III., 1938, Biografie
- Ludwig II. von Bayern, 1939, Biografie (seitdem 14. Auflagen, letzte 2008)
- George Washington, 1946, Biografie
- Abraham Lincoln, 1952, Biografie
- Kleine Geschichte der Vereinigten Staaten von Amerika, 1954
- Bismarck, 1962, Biografie